# Cedric (schip, 1903)
De RMS Cedric was een passagiersschip van de rederij White Star Line en behoorde tot de "The Big Four" (Celtic II, Cedric I, Baltic II en Adriatic II), schepen van boven de 20.000 ton. De haven van New York moest worden uitgediept voor deze schepen. Het schip voer op de lijn Liverpool - New York maar gedurende de winter in 1906 maakte  het een cruise op de Middellandse Zee. Door het succes werd dit jaarlijks herhaald en vanaf 1911 zelf tweemaal per jaar.
Het schip werd in 1912 gebruikt om passagiers die de ramp met de Titanic hadden overleefd terug te brengen naar Engeland.

## Eerste Wereldoorlog
Gedurende de Eerste Wereldoorlog werd het schip aan de Britse zeemacht overgedragen en gebruikt als transportschip samen met de Celtic II en de Teutonic binnen het 10de Cruiser Squadron. 
Tijdens een van deze transporten ramde het op 29 januari 1918 de Montreal van Canadian Pacific. Hierbij zonk de Montreal.
Na de oorlog kwam het weer bij de White Star Line terecht.
Ook na de oorlog kwam het tot een aanvaring. In 1923 botsten in dichte mist de Cedric tegen de Scythia van Cunard Line voor de Ierse kust. Maar geen van beide schepen liep grote schade op.
Door de depressie werden de passagiersschepen als schroot verkocht waaronder ook de Cedric op 11 januari 1936 aan Thos. W. Ward.